# Дон (титла)
Вижте пояснителната страница за други значения на Дон.
Дон (от латинското dominus, „господар“) – някога обръщение към дворянин в испаноезичния и португалоезичния свят – сега се използва за обръщение изобщо към мъж, една идея по-вежливо и формално от „господин“. Женският род е „дона“ или „доня“. В испански и португалски (за разлика от италианския) и след „дон“, и след „доня“ задължително върви първо име, не фамилия (доня Флор или доня Флор Родригес, но не и доня Родригес).
В Италия „дон“ е официалното обръщение към духовник. Тъй като в Южна Италия (и в частност Сицилия) „дон“ се употребява и като „господин“, „господар“ по испанския образец, оттам и употребата му в мафиотските структури е навлязло като нарицателно за издигната фигура от престъпния свят, редом с „кръстник“ и други.
- Известни донове в литературата:
  - Дон Жуан – герой на ред произведения (театрални, прозаични, оперни) от различни автори и епохи, известен с любовните си похождения; преносно – прелъстител, казанова
  - Дон Кихот – главен герой в едноименния роман на Мигел де Сервантес; преносно – безкористен, но будещ смях и жал мечтател
  - Дон Вито Корлеоне – действащо лице от „Кръстникът“ от Марио Пузо
  - Доня Флор – персонаж от романа „Доня Флор и нейните двама съпрузи“ на Жоржи Амаду
  - Дон Домат – персонаж на Джани Родари от детската книжка „Приключенията на Лукчо“
  - Дон Абондио – персонаж (свещеник) от романа „Годениците“ на Алесандро Манцони
- Известни донове в музиката:
  - Дон Карлос – герой от едноименната опера от Джузепе Верди
  - Дон Паскуале – главно действащо лице от едноименната опера от Гаетано Доницети